# Герб Білгораю
Герб Білгораю — символ міста в східній Польщі, адміністративного центру Білгорайського повіту Люблінського воєводства.
Опис: у червоному полі три срібні балки в пояс одна над одною, а над ними лебідь такого ж кольору. У історичній версії герба лебідь був спрямований вліво. У публікаціях також можна використовувати замість срібла білий колір.

## Символіка
Невідомо точно, як лебідь потрапив до герба. Можливо, він з'явився завдяки деяким зв'язкам Адама Гораджського — засновника Білгораю з родиною, що носить польський герб Лебідь. Можливо, мова йде про предка Адама, Олександра Горайського, який воював у тому ж загоні, що і Михай Скринна з гербом Лабідь під час Грюнвальдської битви.
Три балки — це герб Корчак, що належить засновнику міста — Адаму Горайському.

## Історія

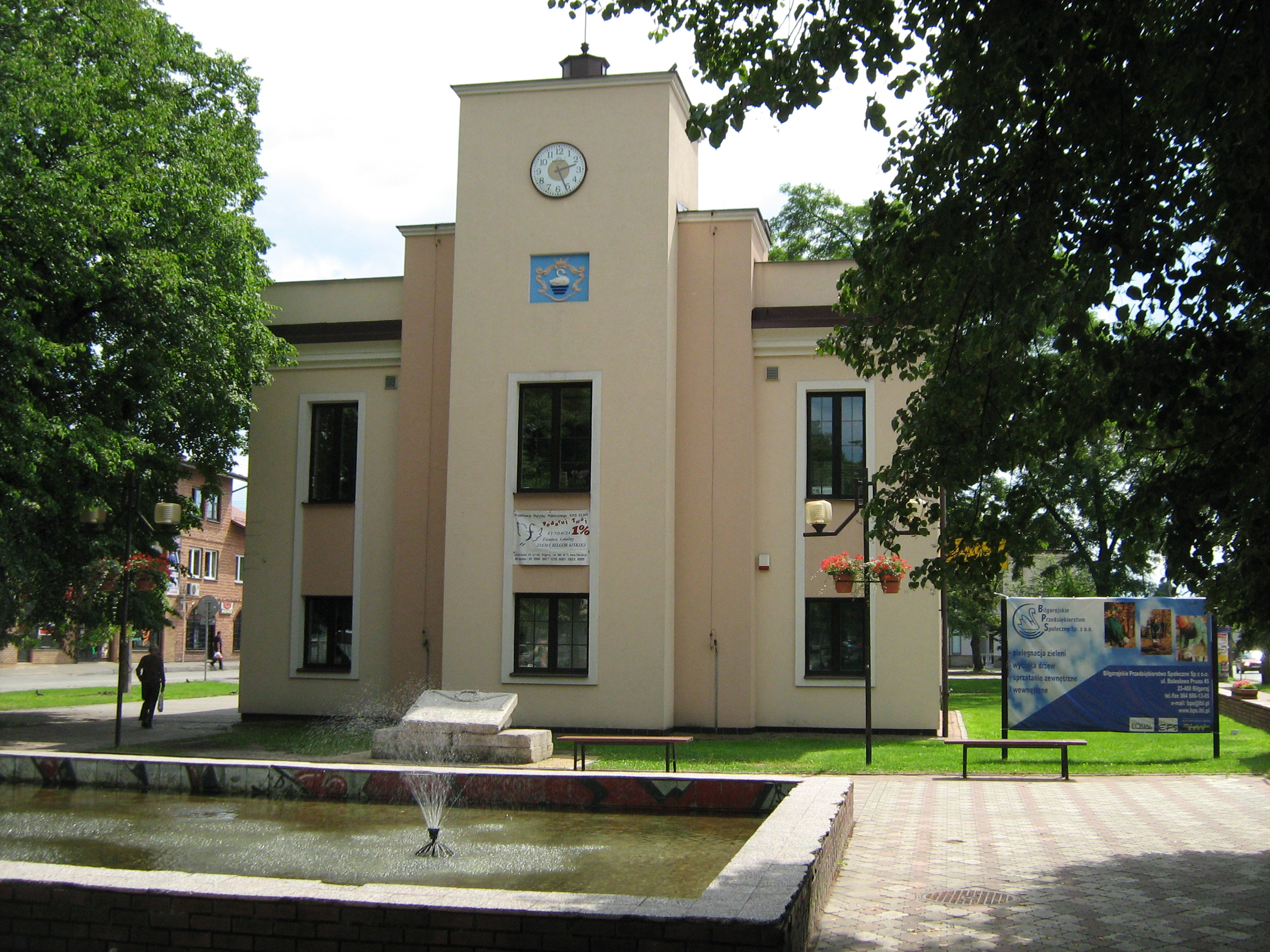
Колишня електростанція у Білгораї. Тут видно герб міста у синьому полі.

Найдавніше зображення герба відоме з міської печатки 1581 року, де під гербом був латинський напис SIGIL [LUM] CIVITATIS BILGORAIENSIS A {NNO] D [OMINI] 1581 (печатка громади Білгорай Господнього року 1581).
Цей герб використовувався з XVI століття до 1811 року, коли влада Варшавського герцогства наказала містам використовувати державний герб. Десятиліттям пізніше (1846-48) для покарання повстанців через міські герб Російська Герольдія запропонувала нову модель герба Білгорай. Новий знак мав обмежити зв'язки з польською історією міста. У геральдичному альбомі 1847 року залишилося таке зображення: дерев'яне сито, кінський хвіст, який два рази зав'язали серпом або естафетою. Сито мало символізувати заняття більшості мешканців міста — ситарство. Проте, опитування міщан з приводу затвердження герба 1867 року отримало негативні відповіді.
З часом місту було запропоновано інший герб: золоте сито в червоній коробці між двома срібними ножами із золотими валами, у лівому куті щита — герб Люблінської губернії. Остання спроба зміни герба була зроблена 1895 року, коли на проект герб міста помістили св. Юрія із ситом. Жодна нова версія герба не була прийнята і не вживалася.
Лише наприкінці ХІХ століття традиційне зображення герба Білгораю було відновлено. Таке зображення збереглося у залі Люблінського магістрату та на будівлізбудованої у міжвоєнний період комунальної електростанції донині. Автор поточної версії — священик-геральдик Павел Дудзінський.